# Franz-Kafka-Gesellschaft

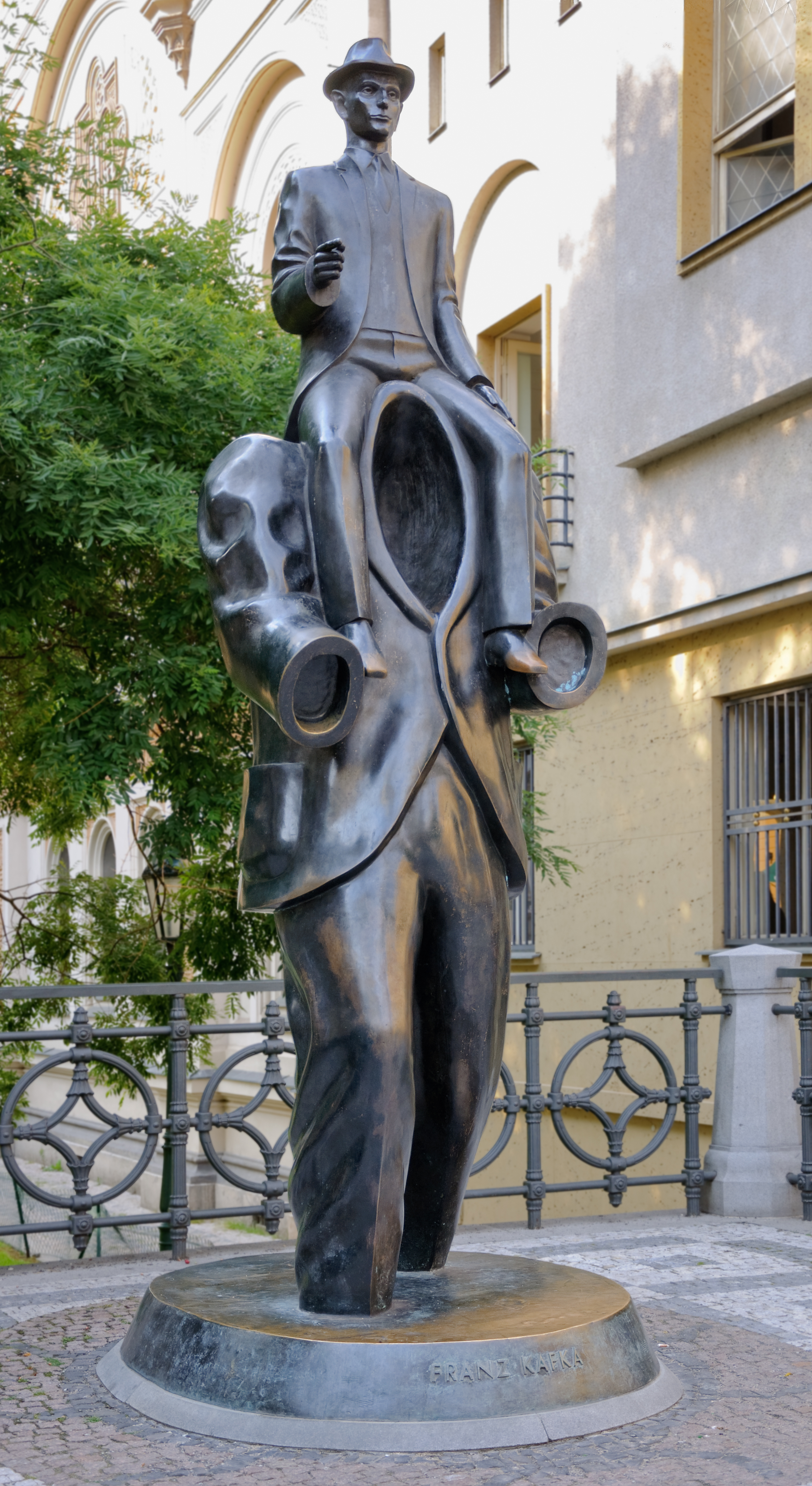
Franz-Kafka-Denkmal von Jaroslav Róna

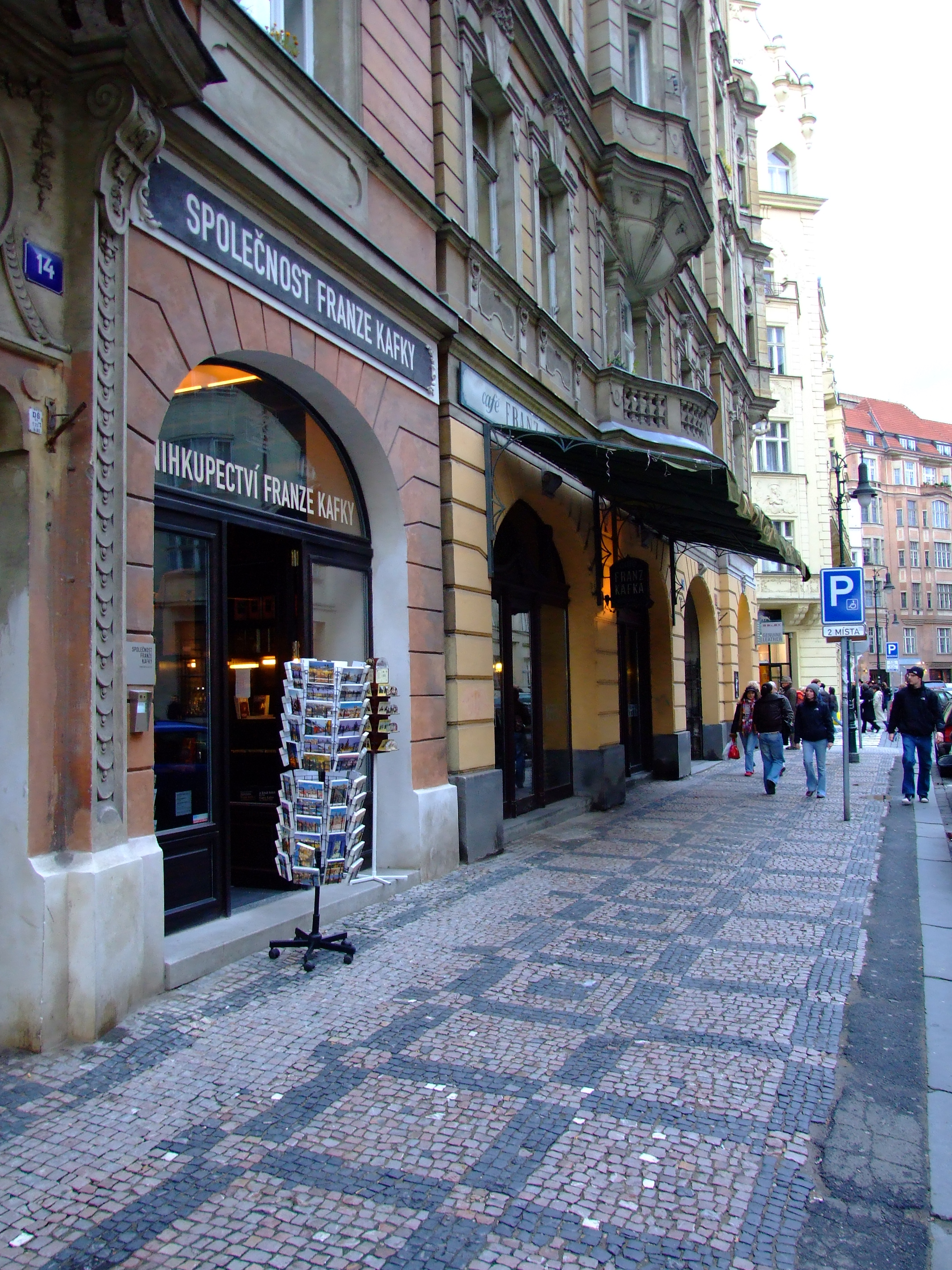
Buchhandlung der Franz-Kafka-Gesellschaft in der Altstadt (Široká 14)

Die Franz-Kafka-Gesellschaft in Prag (tschechisch Společnost Franze Kafky) ist eine unabhängige, gemeinnützige Organisation. Sie wurde im November 1989 gegründet und hat heute rund 1000 Mitglieder in aller Welt. Präsident war bis 2016 Kurt Krolop, seitdem hat Vladimír Železný die Funktion inne.
Der Name Franz Kafka soll dabei symbolhaft für die Tradition der Prager deutschen Literatur stehen und zur Bewusstseinsbildung für diese Epoche fruchtbarer kultureller Pluralität aus tschechischen, deutschen und jüdischen Elementen beitragen. Die Gesellschaft widmet sich auch Kafkas Vermächtnis und bemüht sich um eine vollständige Übersetzung seines Gesamtwerks ins Tschechische. Sie verfügt über eine Replik von Kafkas privater Bibliothek, deren rund 1000 Werke umfassender Bestand 2001 als Schenkung der Firma Porsche an den Verein ging. Außerdem unterhält sie eine wissenschaftliche Bibliothek zur Prager deutschen Literatur und einen eigenen Verlag.
Seit 2001 verleiht die Gesellschaft jährlich den Franz-Kafka-Literaturpreis.
Die Gesellschaft initiierte die Errichtung eines Franz-Kafka-Denkmals in der tschechischen Hauptstadt. Die Bronzestatue des Künstlers Jaroslav Róna wurde im Dezember 2003 der Öffentlichkeit übergeben.